# 磕长头
磕长头（藏語：ཕྱག་འཚལ，意思是“顶礼”）是藏傳佛教的朝聖的一種前進形式。“磕长头”分为长途（行不远数千里，历数月经年，风餐露宿，朝行夕止，匍匐于沙石冰雪之上，执著地向目的地进发）、短途（数小时、十天半月）、就地三种。
磕长头也是開始學習密宗的藏傳佛教徒正式修行前的準備儀式(加行)。